# Conshohocken
Conshohocken è un comune (borough) degli Stati Uniti d'America, situato nello stato della Pennsylvania, nella contea di Montgomery.
Storicamente una città industriale e manifatturiera dotata di mulini, dopo un periodo di recessione industriale si è assistito a una riconversione in centro turistico, commerciale e residenziale incentrato sul lungofiume.
Indicato gergalmente anche con l'abbreviazione Conshy, il nome deriva dal linguaggio Unami come traslitterazione di  Kanshi'hak'ing, che significa "Luogo dal terreno elegante", o, più facilmente, di Chottschinschu'hak'ing, che significa "Grande terreno" o "Luogo della grande conca", con riferimento all'ansa generata dal fiume Tulpe'hanna (Turtle River, ora noto come Schuylkill River).
Sulla sponda opposta del fiume sorge la comunità di West Conshohocken.

## Geografia fisica
Secondo quanto indicato dallo United States Census Bureau, il borgo ha una superficie totale di 1.0 miglio quadrato (2.6 km2), di cui circa 0.04 miglia quadrate (0.10 km2) ossia il (2.97%) sono costituite da acqua.
Conshohocken sorge sulle sponde dello Schuylkill River che, per via di una brusca piega nel suo corso, ha dato il nome di Conshohocken curve a un tratto della Schuylkill Expressway.
La presenza di ferrovie su entrambe le sponde del fiume è un ricordo del passato industriale della zona e, includendo il Norfolk Southern e il SEPTA, un importante servizio attualmente fruibile.

### Clima
Conshohocken si trova nella fascia esterna della zona umida subtropicale.
|               | Gen  | Feb | Mar | Apr | Mag | Giu  | Lug  | Ago  | Set  | Ott | Nov | Dic  |
| ------------- | ---- | --- | --- | --- | --- | ---- | ---- | ---- | ---- | --- | --- | ---- |
| Massima       | 76°  | 75° | 83° | 98° | 98° | 100° | 108° | 106° | 102° | 90° | 85° | 76°  |
| Media massime | 41°  | 44° | 53° | 64° | 75° | 83°  | 88°  | 87°  | 80°  | 68° | 57° | 45°  |
| Media minime  | 22°  | 24° | 31° | 41° | 51° | 61°  | 66°  | 64°  | 56°  | 44° | 35° | 27°  |
| Minima        | -12° | -5° | 8°  | 15° | 29° | 28°  | 48°  | 40°  | 35°  | 26° | 14° | -10° |

Gennaio è, in media, il mese più freddo, luglio il più caldo.

## Storia
Conshohocken fu fondata nel 1820 e fu conosciuta per alcuni anni come Matson's Ford; nel 1830 venne costituita come città e prese l'attuale nome.

La Guida della Pennsylvania, scritta dal Writers' Program della Works Progress Administration, descrive brevemente Conshohocken nel 1940:
Fondata nei primi anni del diciannovesimo secolo dopo la costruzione del canale Schuylkill venne istituzionalizzata come comune nel 1850. Già dal 1690 erano presenti insediamenti nell'area. Conshohocken è una fiorente comunità industriale con case di mattoni e strade collinari, la cittadina ha una fabbrica di pneumatici, un'acciaieria, una fabbrica di caldaie e una filanda.
La città è amministrata da un sindaco e da un consiglio di 7 membri.Conshohocken has a city manager form of government with a mayor and a seven-member borough council. The mayor is Yaniv Aronson.
Il comune è parte del Fourth Congressional District (dove è rappresentato da Madeleine Dean), del 148th State House District (dove è rappresentato da Mary Jo Daley) e del 7th State Senate District (dove è rappresentato dal Senatore Vincent Hughes).
Il 1º settembre 2021 la città ha subito ingenti danni a causa dell'alluvione generata dalle piogge dovute all'uragano Ida.

## Società
Dal censimento del 2010 la popolazione era così composta 88.7% bianchi, 6.5% neri o afroamericani, 0.1% nativi americani, 1.8% asiatici, e 1.7% meticci, 3.5% erano ispanici o latini.
Dal censimento del 2000, c'erano 7.589 abitanti, 3.329 nuclei familiari, e 1.834 famiglie. La densità di popolazione era di 7.720,4 persone per miglio quadrato (2,989.9/km2). C'erano 3.518 unità abitative con una densità media di 3.578,9 per miglio quadrato (1,386.0/km2). La suddivisione delle razze era 89.88% bianchi, 7.77% afroamericani, 0.08% nativi americani, 0.84% asiatici, 0.01% originari delle isole del Pacifico, 0.49% altre razze, and 0.92% meticci. Ispanici e latini erano il 1.34% della popolazione.
Dei 3.329 nuclei familiari 22.9% aveva figli sotto i 18 che vivevano ancora in casa, 36.5% erano coppie sposate conviventi, 14.1% aveva una donna come capofamiglia, 44.9% non erano famiglie. Il 36.0% dei nuclei ero composti da un singolo individuo e il 12.6% erano persone sole con più di 65 anni di età. La dimensione media del nucleo familiare era 2,27 e la dimensione media della famiglia 3,02.
Il 20,8% della popolazione era sotto i 18 anni, l'8.8% tra 18 e 24, il 35.9% tra 25 e 44, 19.4% tra 45 e 64, e 15.1% oltre 65 anni. L'età media era 35 anni. Ogni 100 femmine c'erano 94,2 maschi; ogni 100 femmine sotto i 18 anni c'erano 91,1 maschi.
Lo stipendio medio per i nuclei familiari era $43.599, lo stipendio medio per le famiglie $50.601. Lo stipendio medio degli uomini era $36.299 contro i $30.541 delle donne. Il guadagno pro-capite medio era $22.128. Circa il 4.2% delle famiglie e il 5.8% della popolazione viveva sotto la soglia della povertà, di cui il 6.9% era composto da minori di 18 anni e il 12,7% da persone con oltre 65 anni.

## Infrastrutture e trasporti
Conshohocken è servita da due stazioni del SEPTA, entrambe lungo la linea Manayunk/Norristown. La principale è tra Washington Street e Harry Street, e l'altra è a Spring Mill al termine della East North Lane a sud di Hector Street.
Due strade interstatali passano vicino alla città: la I-76 (nota come Schuylkill Expressway) e la I-476 (indicata come "the Blue Route").

## Cultura

### Scuole
I residenti di Conshohocken sono serviti dal Colonial School District.
Scuole private nell'area includono la AIM Academy e la The Miquon School.
La Conshohocken Catholic School, della Roman Catholic Archdiocese of Philadelphia ah chiuso nel 2012